# Poughkeepsie (New York)
Poughkeepsie je grad u američkoj saveznoj državi New York. Prema popisu stanovništva iz 2010. u njemu je živjelo 32.736 stanovnika.